# Ophiuros
Ophiuros es un género de planta con flor de la familia de las poáceas. Es originario de África, Asia y Australia.

## Especies
- Ophiuros bombaiensis
- Ophiuros corymbosus
- Ophiuros exaltatus
- Ophiuros megaphyllus
- Ophiuros pallockii
- Ophiuros pubescens